# Naoko Takeuchi
Naoko Takeuchi (武内直子, Takeuchi Naoko, Kōfu, 15. ožujka 1967. - ) slavna je japanska autorica manga, najpoznatija po "Bishoujo Senshi Sailor Moon" (1992.), po kojoj je snimljena i animirana i igrana verzija "PGSM".

## Mlade godine
Naoko Takeuchi odrasla je u Tokiju u okrugu Đuuban. Njeni roditelji su se zvali Ikuko i Kenđi, a imala je mlađeg brata Šinga. Nakon završetka srednje škole (u kojoj je bila član astronomskog kluba) upisala se na fakultet "Kyoritsu University of Pharmacy" gdje je diplomirala kemiju te postala licencirana farmaceutkinja. Tema njenog diplomskog rada bila je "Povišeni učinci trombtskog djelovanja usred posredovanja ultrazvuka." Ubrzo je dobila posao u bolnici Koei.

## Rad na mangama
Iako je trebala biti farmaceutkinja, gđa Takeuchi oduvijek je voljela crtati stripove, a vremenom je otkrila i njihovu financijsku isplativost. "Sailor Moon", koji je izdala s 24 godine, je još uvijek njena najslavnija manga. Slijedi popis svih njenih manga ostvarenja:
- Chocolate Christmas (1987.)
- Maria (1989.)
- The Cherry Project (1990.)
- Sailor V (1991.)
- Bishojo Senshi Sailor Moon (1992.)
- Miss Rain (1993.)
- Prism Time (1986.)
- PQ Angels (1997.)
- Toki Meka (2001.)
- Love Witch (2002.)

## Privatni život
Takeuchi je udata za Jošihiroa Togašija, koji je također autor manga (YuYu Hakusho). Imaju sina čije su ime odlučili sakriti od javnosti.

## Nagrade
- 1985.- Nakayoshi Comic Prize, 2. mjesto
- 1986.- Nakayoshi's New Artist Award za "Love Call"
- 1993.- Kodansha Comic Prize of 17th (girls comic)

## Vanjske poveznice
- Takeuchi Naoko Translations - Stranica autora Alexa Glovera o mangi  Arhivirana inačica izvorne stranice od 2. srpnja 2007. (Wayback Machine)
- Naoko Takeuchi mailing lista  Arhivirana inačica izvorne stranice od 26. svibnja 2006. (Wayback Machine)
- Takeuchi-Naoko Dot Com - Fan stranica
- Članak o stripovima u časopisu Nakajoši
- BLACK MOON - Naoko Takeuchi, creator of Sailormoon - Intervju iz 1998.
- Još jedan intervju
- Esej o Takeuchi  Arhivirana inačica izvorne stranice od 12. veljače 2006. (Wayback Machine)